# Before Present
Before Present of BP (in het Nederlands: vóór heden) is een tijdsaanduiding van hoeveel jaar of duizenden jaren (ka of kiloannum) een archeologische of geologische vondst voor 1950 is. Daarmee is vóór heden enigszins misleidend; 100 jaar BP is dus 100 jaar voor 1950, oftewel het jaar 1850 na Christus.
De term is bedacht door Willard Frank Libby, die in 1949 met zijn collega's de C14-methode voor radiometrische datering ontwikkelde. Inderdaad wordt BP meestal bij deze methode gebruikt, die alleen geschikt is om ouderdommen kleiner dan 50.000 jaar te meten. Bij hogere ouderdommen valt het verschil tussen BP en "voor Christus" in het niet, en ook het verschil tussen "voor 1950" en het letterlijke "voor heden", terwijl in de archeologie meestal liever de term voor Christus gebruikt wordt.
Toen men in de loop der tijd ontdekte dat er bij de C14-methode kalibratie nodig was, is men bij ongekalibreerde metingen de term BP blijven geven. In dat geval staat jaren BP dus niet voor kalenderjaren. Vaak worden deze waarden toch ook gepubliceerd om vergelijking met oude metingen te kunnen maken, toen er nog niet gekalibreerd werd. Na de kalibratie is er meestal sprake van jaren BP cal of cal. jaren BP. Een andere notering is de ongekalibreerde jaren met kleine letters (jaren bp) aan te geven en de gekalibreerde jaren met hoofdletters (jaren BP). De verschillende systemen van notering kunnen veel verwarring geven.
Het jaar 1950 is uitgangspunt gebleven, omdat in de jaren 1950 en 1960 door kernproeven de verhouding van de isotopen van koolstof in de atmosfeer is veranderd, wat een extra moeilijkheid bij kalibratie oplevert.